# PiTaPa

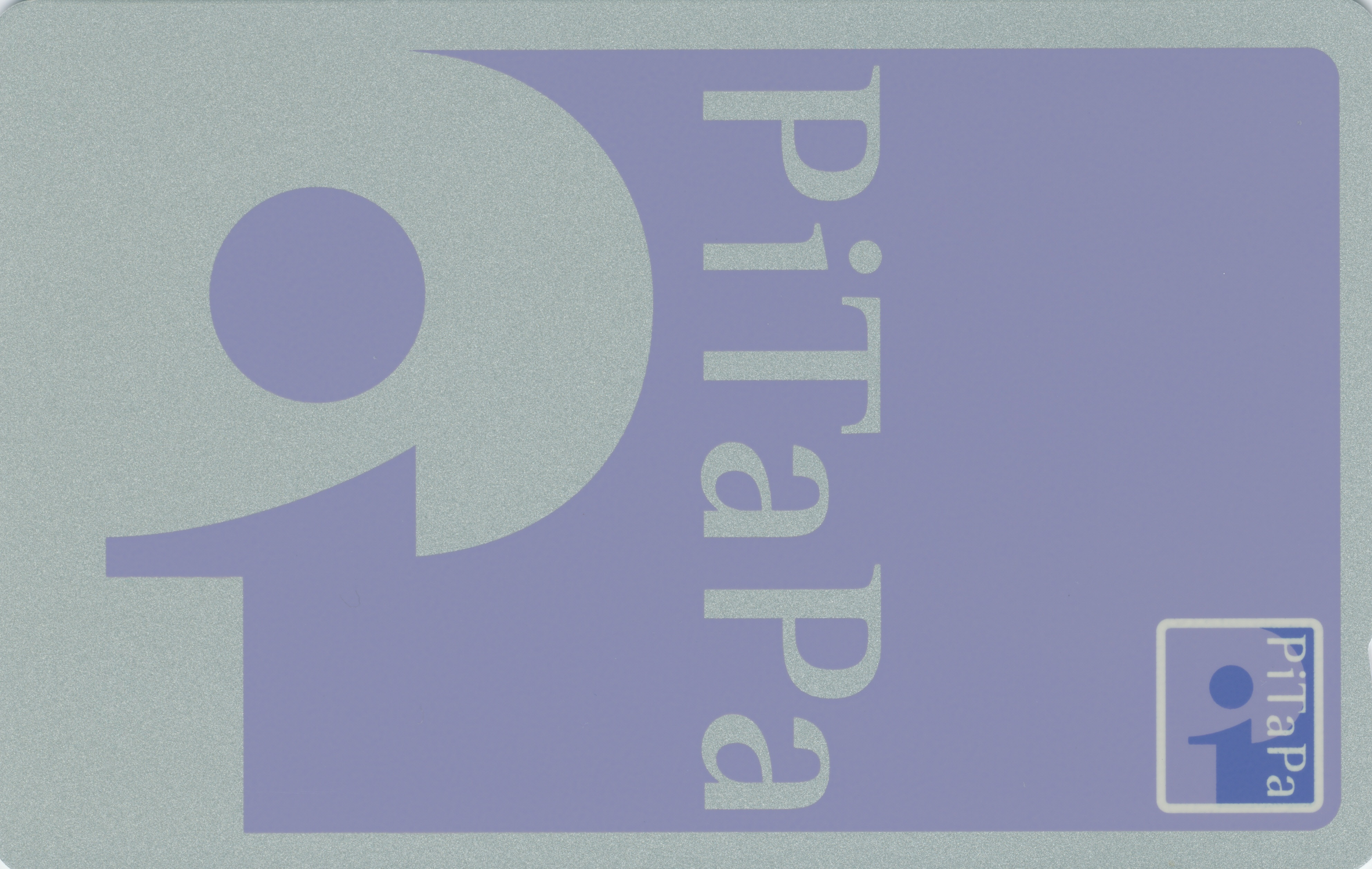

PiTaPa는 스룻토 KANSAI 협의회가 전개하는 교통 카드 기능을 기본으로 한 자동 제어 표준 / 비접촉형 IC 신용 카드이다. 교통 카드로는 긴키 지방·도카이 지방의 일부·오카야마현 등의 철도·버스 사업자가 도입하고 있다.

## 같이 보기
- ICOCA